# Vodice (gmina Smederevska Palanka)
Vodice (cyr. Водице) – wieś w Serbii, w okręgu podunajskim, w gminie Smederevska Palanka. W 2011 roku liczyła 883 mieszkańców.